# ウドーンターニー駅
ウドーンターニー駅（ウドーンターニーえき、タイ語:สถานีรถไฟอุดรธานี ）は、タイ王国東北部ウドーンターニー県ムアンウドーンターニー郡にある、タイ国有鉄道東北本線の駅である。

## 概要
ウドーンターニー駅は、タイ王国東北部ウドーンターニー県の県庁所在地であり、人口約43万人が暮らす、ムアンウドーンターニー郡にあるタイ国有鉄道東北本線の駅である。
駅の正面側（西側）が市街地であり、町の中心部に位置する。
駅前はタイの駅前の中では屈指の賑やかさである。又バスターミナル（第一バスターミナル）まで徒歩圏内であり、旅行の自由度が増す。クルンテープ駅（バンコク）から568.84km地点に位置し、最速の急行列車利用で10時間程度である。
一等駅であり1日に12本（6往復）の列車が発着しその内訳は急行3往復、快速1往復、普通2往復である。この内4本（急行1往復、普通1往復）は当駅が始発、終着駅である。

## 歴史
1941年6月24日に開業し、しばらく終着駅であったが1955年9月13日にナーター駅まで延伸開業した事により、中間駅となった。
- 1941年6月24日 【開業】コーンケン駅 - ウドーンターニー駅 (119.09km)
- 1955年9月13日 【開業】ウドーンターニー駅 - ナーター駅 (49.00km)

## 駅構造
単式及び島式1面の複合型ホーム2面2線をもつ地上駅であり、駅舎はホームに面しており、コンクリート製のモダンな西洋風建築である。

## 駅周辺の施設等
- セントラルプラザ (600m)
- 第一バスターミナル (700m)
- ウドーンターニー国際空港 (6.5km)